# Aparecida do Rio Doce
Aparecida do Rio Doce é um município brasileiro do interior do estado de Goiás, Região Centro-Oeste do país. Sua população estimada em 2020 era de 2.474 habitantes. O município é grande produtor de gado de corte, frangos e suínos, localiza-se no sudoeste goiano à 299 km de Goiânia.